# Jochspitze
Jochspitze är ett berg i Österrike, på gränsen till Tyskland. Det ligger i den västra delen av landet, 500 km väster om huvudstaden Wien. Toppen på Jochspitze är 2 232 meter över havet.
Terrängen runt Jochspitze är huvudsakligen bergig. Runt Jochspitze är det ganska glesbefolkat, med 26 invånare per kvadratkilometer.. Närmaste större samhälle är Mittelberg, 17,4 km väster om Jochspitze. 
Trakten runt Jochspitze består i huvudsak av gräsmarker.